# ホーカン・ミルド
ホーカン・ミルド（Stig Håkan Mild、1971年6月14日 - ）は、スウェーデン・トロルヘッタン出身の元同国代表サッカー選手。現役時代のポジションはミッドフィールダー。

## 経歴
クラブではキャリアの殆どをIFKヨーテボリで過ごしたが、レアル・ソシエダ、ウィンブルドンなど海外のクラブでもプレーした。
1991年にスウェーデンA代表デビュー。1992年のユーロはバルセロナオリンピック出場の為参加しなかったが、1994年のワールドカップでは5試合でプレー、準々決勝のルーマニア戦でFKから1アシスト、3位決定戦のブルガリア戦で1得点を決めて3位入賞に貢献した。UEFA EURO 2000でも2試合でプレーした。

## 個人成績

### 代表
試合数
- 国際Aマッチ 74試合8得点（1991年 - 2001年）

| スウェーデン代表 | 国際Aマッチ | 国際Aマッチ |
| 年               | 出場        | 得点        |
| ---------------- | ----------- | ----------- |
| 1991             | 6           | 1           |
| 1992             | 3           | 0           |
| 1993             | 1           | 1           |
| 1994             | 11          | 2           |
| 1995             | 5           | 2           |
| 1996             | 8           | 0           |
| 1997             | 9           | 0           |
| 1998             | 5           | 0           |
| 1999             | 8           | 0           |
| 2000             | 9           | 0           |
| 2001             | 9           | 2           |
| 通算             | 74          | 8           |

## タイトル

### クラブ
IFKヨーテボリ
- アルスヴェンスカン : 4回 (1990, 1991, 1993, 1996)
- スウェーデン・カップ : 1991

### 代表
- ワールドカップ第3位 : 1994